# Vinzenz Berger
Pour les articles homonymes, voir Berger (homonymie).
Vinzenz Wilhelm Berger, né le 26 avril 1883 à Komotau (Bohême du Nord) et mort en décembre 1974 à  Bonn, est un jardinier, horticulteur et obtenteur allemand.

## Biographie

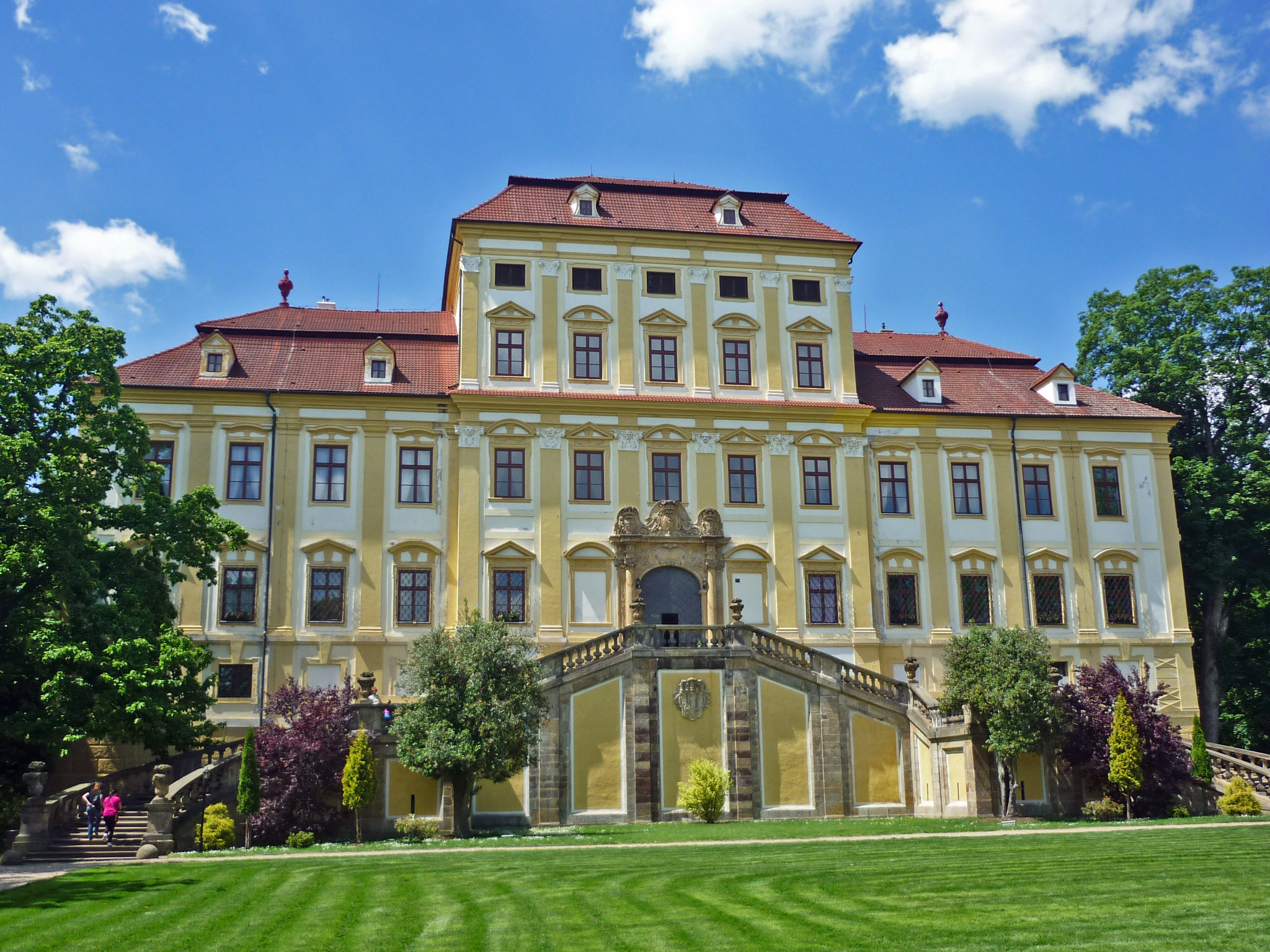
Château de Rothenhaus.

Berger naît à côté de Teplitz, fils d'un tailleur, Moriz Berger, et de son épouse née  Augustina Unverdorm. Après ses études à Köstritz, et son apprentissage chez Rudolf Geschwind, il est jardinier à Teplitz et au château de Rothenhaus; puis il est nommé inspecteur des jardins et parcs de Komotau (à partir de 1921) et inspecteur jardinier-en-chef (Gartenoberinspekor) et directeur des parcs de la ville de Komotau (à partir de 1929). C'est lui qui en conçoit l'horloge florale. Il est obligé de fuir en 1945 lorsque les populations allemandes sont chassées de leur terre natale et il s'installe d'abord à Leipzig-Stahmeln en zone soviétique, mais les difficultés du régime de la République démocratique allemande instaurée en 1949 lui font préférer l'exil. Il est jardinier-en-chef de la ville de Bad Harzburg en République fédérale allemande. Après son départ à la retraite, il emménage à Landau dans le Palatinat, puis au milieu des années 1950 à Bonn. De son mariage, Vinzenz Berger a eu deux enfants.
En plus de sa qualité de fonctionnaire directeur des jardins et parcs de Komotau et autres villes, il a mené parallèlement à bien sa passion comme horticulteur chevronné. Ses obtentions de dahlias ont remporté de nombreux prix tant nationaux qu'internationaux. Mais il a en outre exploré d'autres domaines, comme celui des lis, des pélargonia, des fuchsias, des azalées, et des magnolias. Il a aussi créé une trentaine de roses comme 'Catharina Klein' (1930), 'Dr Eckener' (1930), de couleur rose saumoné, toujours commercialisée, comme l'hybride de Rosa rugosa 'Bergers Erfolg' (1924), de couleur pourpre. Son grand succès, le dahlia 'Bergers Rekord' (1964), est présent aujourd'hui dans de nombreux catalogues du monde. Certaines de ses roses ont été mises au commerce par la maison Kordes. Jusqu'à sa mort, il aura été un obtenteur infatigable.

## Citation
« Lui seul percevra le souffle de la puissance créatrice éternelle de Dieu celui qui, dans les heures consacrées, peut expérimenter la floraison des plantes qu'il a créées en tant qu'obtenteur à sa guise. »

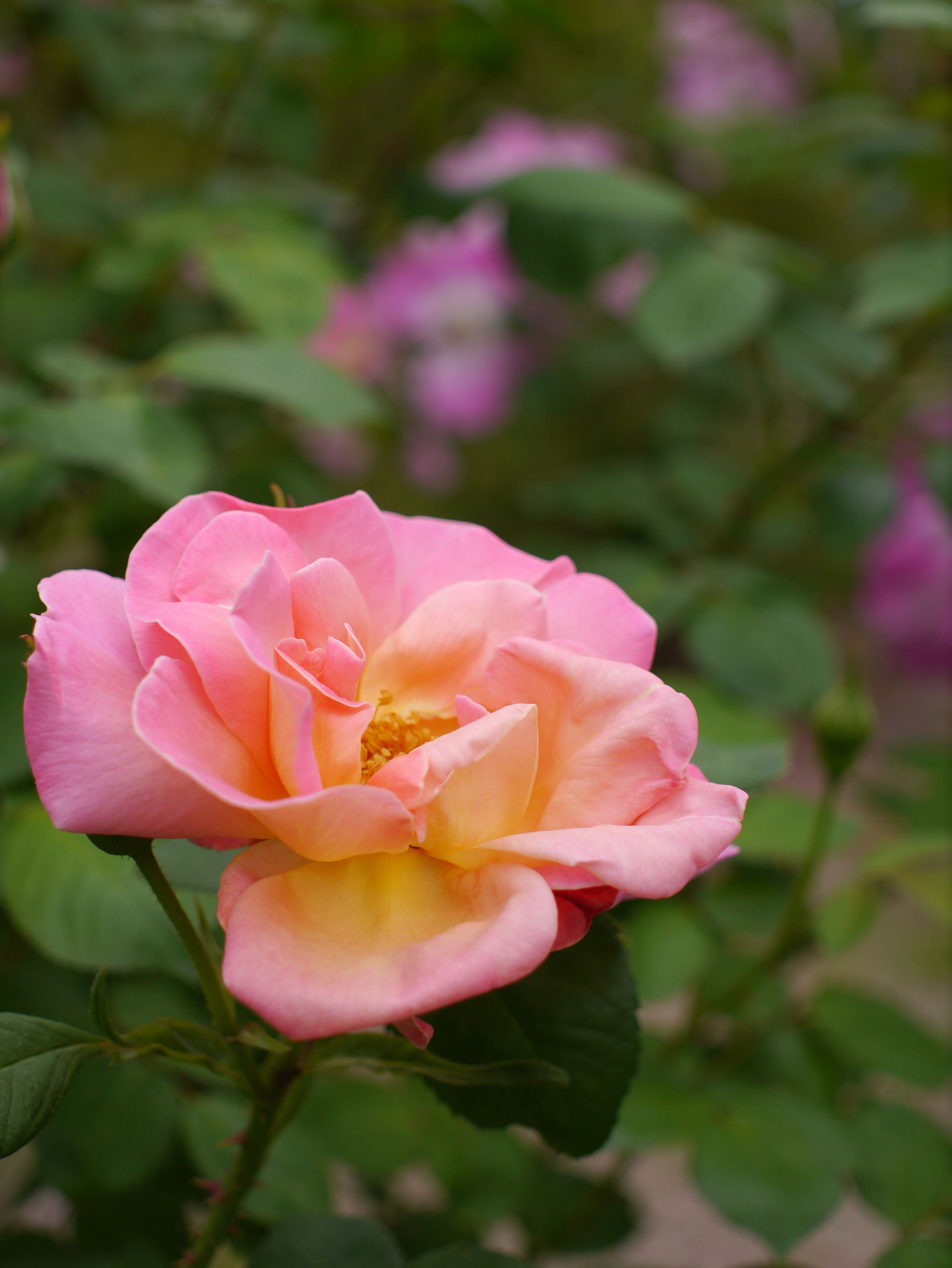
'Dr. Eckener' (1930)

## Quelques roses
Parmi les roses obtenues par Berger, l'on peut distinguer :
- 'Dr. Laude' (1901),
- 'Cechoslawia' (1921),
- 'Wilhem Kordes' (1922)[5],
- 'Bergers Erfolg' (1924)
- 'Stern von Prag' (1924),
- 'Bergrat Otto Berger' (1924),
- 'Marie Faist' (1924),
- 'Schwabenland' (1925),
- 'Vaterland' (1927),
- 'Dr. Eckener' (1930)[6],
- 'Catharina Klein' (1930)[7]
- 'Glückskind' (1935),
- 'Heidekind' (1935)',
- 'Zitronenfalter' (1940),
- 'Vinzenz Bergers Weiße' (1943),
- 'Hermann Teschendorff' (1949),
- 'Erika Teschendorff' (1949).

## Source de la traduction
- (de) Cet article est partiellement ou en totalité issu de l’article de Wikipédia en allemand intitulé « Vincenz Berger » (voir la liste des auteurs).